# جودي اسكويبل
جودي إسكويبل  (من مواليد 7 مايو 1986) هي فنانة قتالية أمريكية مختلطة شاركت مؤخرًا في بطولة القتال النهائي. لقد حاربت أيضًا من أجل بطولة إنفيكتا للقتال.

## الفنون القتالية المختلطة

### بداية حياتها
ظهرت جودي لأول مرة في فنون القتال المختلطة في أبريل 2011 كجزء من سلسلة إم إم إيه لجاكسون. لقد فازت بأول مباراتين لها قبل التوقيع مع بطولة إنفيكتا للقتال.

### إنفيكتا إف سي
ظهرت جودي لأول مرة في بطولة إنفيكتا للقتال ضد ليز مكارثي في بطولة إنفيكتا للقتال 4: إسبارزا ضد هاية في 5 يناير 2013. فازت بالقتال بقرار منقسم.
واجهت جودي بعد ذلك أليكس شامبرز في بطولة إنفيكتا للقتال5: بيني ضد واترسون في 5 أبريل 2013. خسرت المعركة عن طريق الاستسلام في الجولة الأولى، وهي الخسارة الأولى في مسيرتها المهنية في الفنون القتالية المختلطة.

### المقاتل النهائي
في أبريل 2016، أُعلنت أن جودي سيكون متسابقًا في المقاتل النهائي: نهائي فريق جوانا ضد فريق كلوديا. لقد هُزمت من قبل أشلي يودر بقرار منقسم في الجولة التأهيلية الافتتاحية.

### بطولة القتال النهائي
ظهرت جودي لأول مرة في يو إف سي ضد كارولينا كووالكيفيتش في 21 أكتوبر 2017 في يو إف سي ليلة القتال: كاوبوي ضد تيل، لقد خسرت المعركة بقرار إجماعي.
كان من المقرر أن تواجه جودي جيسيكا أغيلار في 1 يونيو 2018 في يو إف سي ليلة القتال 131. نجحت أغيلار في وزنها، ولكن تمت إزالة المباراة من البطاقة في يوم الحدث من قبل لجنة ولاية نيويورك الرياضية بسبب القلق بشأن مشكلة طبية مع أغيلار. واجها الزوجان بعضهما البعض في نهاية المطاف في يو إف سي ليلة القتال 133 في 14 يوليو 2018. وخسرت جودي المباراة بقرار إجماعي.
كان من المقرر أن تواجه جودي جيسيكا بيني في 17 فبراير 2019 في يو إف سي على إس بي إن 1. في الأوزان، كان وزن بيني 118 رطلاً، أي 2 رطلًا فوق الحد الأقصى للقتال بوزن القش الذي لا يحمل عنوانًا والذي يبلغ 116 رطلاً. نتيجة لذلك ، استمرت المباراة بوزن الصيد وغرمت بيني بنسبة 20٪ من محفظتها التي ذهبت إلى جودي. لكن بيني أصابت نفسها في صباح يوم القتال وألغيت المباراة. تمت إعادة جدولة الثنائي للقاء في 27 أبريل 2019 في يو إف سي ليلة القتال: جاكاري ضد هيرمانسون. ومع ذلك، أفيد في 18 أبريل أن بيني انسحبت من المباراة بسبب الإصابة واستبدلت بأنجيلا هيل. خسرت جودي المباراة بقرار إجماعي.
واجهت جودي هانا سيفرزفي 17 أغسطس 2019 في يو إف سي 241. وخسرت المعركة بقرار إجماعي.
في 19 مارس 2020، أفيد أن جودي لم تعد جزءًا من قائمة يو إف سي.

### العودة إلى بطولة القتال إنفيكتا
واجهت جودي ليز تريسي في بطولة إنفيكتا للقتال 44: عصر جديد في 27 أغسطس 2021. خسرت جودي بقرار منقسم.

## سجل فنون القتال المختلطة
| السجل المهني |       |         |
| 13 نزال      | 6 فوز | 7 خسارة |
| ضربة قاضية   | 1     | 0       |
| إخضاع        | 0     | 1       |
| قرار القضاة  | 5     | 6       |

## بداية تسجيل فنون القتال المختلطة
| النتيجة | السجل | الخصم                  | الطريقة                              | التاريخ         | الجولة | الوقت | المكان                                 |
| ------- | ----- | ---------------------- | ------------------------------------ | --------------- | ------ | ----- | -------------------------------------- |
| خسارة   | 6–7   | ليز تريسي              | القرار (الانقسام)                    | أغسطس 27, 2021  | 3      | 5:00  | كانساس سيتي، كانساس، الولايات المتحدة  |
| خسارة   | 6–6   | هانا سيفرز             | القرار (بالإجماع)                    | أغسطس 17, 2019  | 3      | 5:00  | آناهايم، كاليفورنيا، الولايات المتحدة  |
| خسارة   | 6-5   | أنجيلا هيل             | القرار (بالإجماع)                    | أبريل 27, 2019  | 3      | 5:00  | فلوريدا، الولايات المتحدة              |
| خسارة   | 6–4   | جيسيكا أغيلار          | القرار (بالإجماع)                    | يوليو 14, 2018  | 3      | 5:00  | بويسي، الولايات المتحدة                |
| خسارة   | 6–3   | كارولينا كووالكيفيتش   | القرار (بالإجماع)                    | أكتوبر 21, 2017 | 3      | 5:00  | غدانسك، بولندا                         |
| فوز     | 6–2   | ديانا بينيت            | القرار (الانقسام)                    | مارس 25, 2017   | 3      | 5:00  | كانساس سيتي، ميسوري، الولايات المتحدة  |
| خسارة   | 5–2   | أليكسا جراسو           | القرار (بالإجماع)                    | يوليو 29, 2016  | 3      | 5:00  | كانساس سيتي، ميسوري، الولايات المتحدة  |
| فوز     | 5–1   | نيكدالي ريفيرا-كالانوك | القرار (بالإجماع)                    | نوفمبر 1, 2014  | 3      | 5:00  | دافنبورت، الولايات المتحدة             |
| فوز     | 4–1   | جينه يو فراي           | القرار (الانقسام)                    | سبتمبر 6, 2014  | 3      | 5:00  | كانساس سيتي، ميسوري، الولايات المتحدة  |
| خسارة   | 3–1   | أليكس تشامبرز          | الخضوع (الاختناق العاري الخلفي)      | أبريل 5, 2013   | 1      | 1:35  | كانساس سيتي، ميسوري، الولايات المتحدة  |
| فوز     | 3–0   | ليز مكارثي             | القرار (الانقسام)                    | يناير 5, 2013   | 3      | 5:00  | كانساس سيتي، كانساس، الولايات المتحدة  |
| فوز     | 2–0   | ايمي ريهل              | القرار (بالإجماع)                    | يناير 21, 2012  | 3      | 5:00  | ألبوكركي، نيو مكسيكو، الولايات المتحدة |
| فوز     | 1–0   | بريتاني هورتون         | الضربة القاضية (ركلة الرأس واللكمات) | أبريل 9, 2011   | 1      | 3:59  | ألبوكركي، نيو مكسيكو، الولايات المتحدة |

## سجل الملاكمة المهنية
| 15 نزال      | 7 فوز | 7 خسارة |
| ------------ | ----- | ------- |
| ضربة القاضية | 2     | 1       |
| قرار القضاة  | 5     | 6       |
| تعادل        | 1     | 1       |

## سجل الملاكمة الاحترافي
| #  | النتيجة | السجل | الخصم          | الطريقة           | الجولة   | التاريخ        | المكان                                                                             |
| -- | ------- | ----- | -------------- | ----------------- | -------- | -------------- | ---------------------------------------------------------------------------------- |
| 15 | فوز     | 7–7–1 | مايلا بيريز    | القرار (الانقسام) | 8، 3:00  | 9 مايو 2015    | نيو مكسيكو، الولايات المتحدة الأمريكية                                             |
| 14 | خسارة   | 6–7–1 | ايلين أولشفسكي | القرار (بالإجماع) | 6، 2:00  | 18 يناير 2014  | لونغ آيلاند سيتي، كوينز، نيويورك، الولايات المتحدة الأمريكية                       |
| 13 | خسارة   | 6–6–1 | جي هيون بارك   | القرار (الانقسام) | 10، 2:00 | 11 ديسمبر 2011 | صالة الألعاب الرياضية بالمدينة، جيوجي، كوريا الجنوبية                              |
| 12 | فوز     | 6–5–1 | سافانا هيل     | القرار (بالإجماع) | 6، 2:00  | 3 ديسمبر، 2010 | نيو مكسيكو، الولايات المتحدة الأمريكية                                             |
| 11 | خسارة   | 5–5–1 | سوزانا وارنر   | القرار (الانقسام) | 8، 2:00  | 4 ديسمبر، 2009 | نيو مكسيكو، الولايات المتحدة الأمريكية                                             |
| 10 | خسارة   | 5–4–1 | جي هيون بارك   | القرار (بالإجماع) | 10، 2:00 | 25 يوليو 2009  | صالة الألعاب الرياضية بالمدينة، بوتشون، كوريا الجنوبية                             |
| 9  | خسارة   | 5–3–1 | كارينا مورينو  | الضربة القاضية    | 9، 1:36  | 23 أكتوبر 2008 | فندق وكازينو تاتشي بالاس، ليمور، كاليفورنيا، الولايات المتحدة الأمريكية            |
| 8  | تعادل   | 5–2–1 | أفا نايت       | القرار (بالإجماع) | 4، 2:00  | 11 يناير 2008  | نيو مكسيكو، الولايات المتحدة الأمريكية                                             |
| 7  | فوز     | 5–2   | ميليسا شافير   | القرار (الانقسام) | 5، 2:00  | 18 أغسطس 2007  | كولورادو، الولايات المتحدة الأمريكية                                               |
| 6  | خسارة   | 4–2   | شانتيل كوردوفا | القرار (بالإجماع) | 4، 2:00  | 4 يناير 2007   | كازينو ومنتجع هاراز، مايتا، كانساس، الولايات المتحدة الأمريكية                     |
| 5  | فوز     | 4–1   | هولي كونيش     | الضربة القاضية    | ١، ١:١٠  | 1 ديسمبر، 2006 | نيو مكسيكو، الولايات المتحدة الأمريكية                                             |
| 4  | خسارة   | 3–1   | ميليسا شافير   | القرار (بالإجماع) | 4، 2:00  | 9 سبتمبر 2006  | تاكوما، واشنطن، الولايات المتحدة الأمريكية                                         |
| 3  | فوز     | 3–0   | ميليسا شافير   | القرار (بالإجماع) | 4، 2:00  | 13 مايو 2006   | نيو مكسيكو، الولايات المتحدة الأمريكية                                             |
| 2  | فوز     | 2–0   | سوزانا وارنر   | القرار (بالإجماع) | 4، 2:00  | 28 أكتوبر 2005 | صالة مايكل مار للألعاب الرياضية، لاس فيغاس، نيو مكسيكو، الولايات المتحدة الأمريكية |
| 1  | فوز     | 1–0   | دورين هيلتون   | الضربة القاضية    | 2، 1:39  | 24 يونيو 2005  | نيو مكسيكو، الولايات المتحدة الأمريكية                                             |